# Krąp
Krąp (Blicca bjoerkna) – gatunek słodkowodnej ryby z rodziny karpiowatych (Cyprinidae), jedyny przedstawiciel rodzaju Blicca.

## Występowanie
Europa, na północ od Alp, Pirenejów i południowych Bałkanów. Na wschodzie sięga po dorzecze rzeki Peczory. Na północy sięga do południowo-wschodniej Anglii i południowej Skandynawii. Żyje w dolnym biegu rzek oraz w stawach, jeziorach, zbiornikach zaporowych, starorzeczach i rozlewiskach.

## Opis
Dorasta przeciętnie do 30 cm (maks. 36 cm) i 0,5 kg masy ciała (maks. 1 kg). Ciało wygrzbiecone i bocznie spłaszczone, zawsze lekko zaokrąglone. Łuski duże, mocno osadzone, wzdłuż linii bocznej jest ich 50 lub więcej. W płetwie odbytowej mniej niż 23 promienie. W płetwie grzbietowej 8 miękkich promieni. Grzbiet szarawo-niebieski lub szarawozielony, u starszych ryb często bardzo ciemny. Boki srebrzyste, błyszczące. Brzuch białawy często z różowawym odcieniem. Płetwy szare, z czerwonawym lub pomarańczowym odcieniem.

## Odżywianie
Młode osobniki żywią się głównie planktonem oraz glonami, dorosłe fauną denną (zwłaszcza larwami ochotki) oraz roślinnością wodną.

## Rozród
Dojrzałość płciową osiąga w 3. roku życia. Tarło odbywa się stadnie od IV do VI. Ikra składana jest kilkukrotnie. Wylęg następuje po 10–14 dniach. Krąp krzyżuje się czasem z innymi gatunkami ryb karpiowatych. Rośnie bardzo wolno, w wieku 10 lat osiąga 20 cm długości. Samce rosną nieco szybciej niż samice.
| Wymiar ochronny | brak |
| Okres ochronny  | brak |